# Lisa McInerney
Lisa McInerney (Galway, 15 agosto 1981) è una scrittrice e blogger irlandese.

## Biografia
Nata a Galway nel 1981, vive e lavora a Cork.
Dopo gli studi (non completati) di geografia e inglese all'University College Cork, ha lavorato per alcuni anni come receptionista a Cork
A partire dal 2006 con il suo blog dal titolo Arse End of Ireland nel quale descriveva la vita della classe operaia nella Contea di Galway, ha iniziato a farsi conoscere anche negli ambienti letterari, attirando l'attenzione dello scrittore Kevin Barry che ha voluto un suo romanzo nell'antologia Town and Country del 2013.
Ha pubblicato il suo primo romanzo, la commedia nera Peccati gloriosi, nel 2015 ricevendo l'anno successivo vari riconoscimenti tra i quali il prestigioso Orange Prize.

## Opere principali

### Romanzi
- Peccati gloriosi (The Glorious Heresies, 2015), Milano, Bompiani, 2017 traduzione di Marco Drago ISBN 978-88-452-9328-3.
- Miracoli di sangue (The Blood Miracles, 2017), Milano, Bompiani, 2022 traduzione di Marco Drago ISBN 978-88-452-9929-2.
- The Rules of Revelation (2021)

### Racconti
- Saturday, Boring all'interno della raccolta Town and Country: New Irish Short Stories (2013)

### Blog
- Arse End of Ireland (2006)

## Premi e riconoscimenti
- Orange Prize: 2016 per Peccati gloriosi
- Premio Desmond Elliott: 2016 per Peccati gloriosi[5]
- Encore Award: 2018 per Miracoli di sangue[6]